# Barbara Carrera
Barbara Carrera (Bluefields, 01 de Setembro de 1944) é uma atriz de cinema e televisão e ex- modelo da Nicarágua.
Interpretou a bond girl Fatima Blush no filme Never Say Never Again (BR: 007 - Nunca Mais Outra Vez / PT: Nunca Mais Digas Nunca), de 1983, co-estrelando com Sean Connery, Kim Basinger, Max Von Sydow e Klaus Maria Brandauer.
Outra aparição de destaque de Barbara no cinema se deu no filme de 1989, Loverboy (BR: Loverboy - Garoto de Programa / PT: Loverboy), como a empresária Alexandra "Alex" Barnett.

## Filmografia
- "Judging Amy" (2 episódios, 2004)
- Don't Hurt Me (2003)
- Paradise (2003)
- Panic (2001)
- "That '70s Show" (1 episódio, 2000)
- Coo Coo Cafe (2000)
- Alec to the Rescue (1999)
- "JAG" (1 episódio, 1998)
- Waking Up Horton (1998)
- Love Is All There Is (1996)
- The Rockford Files: Godfather Knows Best (1996) (TV)
- Sawbones (1995) (TV)
- Russian Roulette - Moscow 95 (1995)
- "Fortune Hunter" - (1 episódio)
- Night of the Archer (1994)
- Tryst (1994)
- Point of Impact (1993)
- Lakota Moon (1992) (TV)
- Murder in Paradise (1990) (TV)
- Wicked Stepmother (1989)
- Loverboy (1989)
- Love at Stake (1988)
- "Emma: Queen of the South Seas" (1988)
- The Underachievers (1987)
- "Dallas" (25 episódios, 1985-1986)
- Wild Geese II (1985)
- Sins of the Past (1984) (TV)
- Never Say Never Again (1983)
- Lone Wolf McQuade (1983)
- "Matt Houston" (episódio piloto, 1982)
- I, the Jury (1982)
- Condorman (1981)
- "Masada" (1981
- When Time Ran Out... (1980)
- "Centennial" (1978)
- The Island of Dr. Moreau (1977)
- Embryo (1976)
- The Master Gunfighter (1975)
- Puzzle of a Downfall Child (1970)